# Aldeyjarfoss
Aldeyjarfoss es una cascada situada al norte de Islandia, en la parte más septentrional de la carretera Sprengisandur, en  las Tierras Altas de Islandia.
Unas de sus características es el contraste entre las columnas de basalto negro y el agua blanca de la cascada. En ese sentido se parece a la Svartifoss, en el parque nacional Skaftafell.
El río Skjálfandafljót presenta en este un punto un desnivel de 20 metros. El basalto pertenece al campo lávico Frambruni o Suðurárhraun (nótese al final la partícula "-hraun" que significa "lava" en islandés).